# 남해 화방사 삼재부 목판
남해 화방사 삼재부 목판(南海 花芳寺 三災符 木板)은 대한민국 경상남도 남해군 고현면, 화방사에 있는 목판이다. 2010년 10월 7일 경상남도의 문화재자료 제510호로 지정되었다.

## 개요
삼재소멸을 원하는 부적을 제작하는 목판이다. 주역에서 유래된 삼재를 비보하는 차원에서 매 3마리를 양각하여 부적과 같이 찍어서 세 마리의 매 주둥이 아래에다 탁삼재(啄三災)라 쓰고 액자를 만들어, 삼재가 들어온 해에 맞추어 방문 위에 걸었던 것이다. 조상들의 재앙 소멸의 지혜가 담겨있다.

## 같이 보기
- 남해 화방사

## 참고 자료
- 남해 화방사 삼재부 목판 - 국가유산청 국가유산포털